# Avimaia
Avimaia (лат.) — род энанциорнисовых птиц, живших во времена раннемеловой эпохи (аптский век). Включает единственный вид — Avimaia schweitzerae. Ископаемые остатки найдены в 2006 году в геологической формации Сягоу (Xiagou), провинция Ганьсу, на севере Китая.
Голотип IVPP V25371 представляет собой часть скелета (тазовый пояс и задние конечности) с отпечатками перьев и яичной скорлупой. Яйцо на момент гибели птицы находилось внутри тела. Череп и передняя часть тела неизвестны. На основе остатков в 2019 году международной командой палеонтологов описан вид Avimaia schweitzerae. Название рода Avimaia образовано от латинского avis, «птица», и греческого Майя, «богиня-мать», в связи с находкой яйца в брюшной полости окаменелости. Видовое название schweitzerae дано в честь американского палеонтолога Мэри Хигби Швейцер.
Небольшая летающая птица длиной до 20 см.
Яйцо довольно хорошо сохранилось. Обнаружены не только скорлупа, но и следы белковой мембраны, которая покрывает скорлупу в процессе созревания яйца. Исследователи заметили, что скорлупа состоит из 4—6 слоёв вместо трёх — так бывает, когда птица из-за травмы или стресса не откладывает яйцо вовремя. Лишние слои приводят к удушению зародыша, а сама птица часто погибает. Вероятно, так случилось и с Avimaia.